# Kjell Askildsen

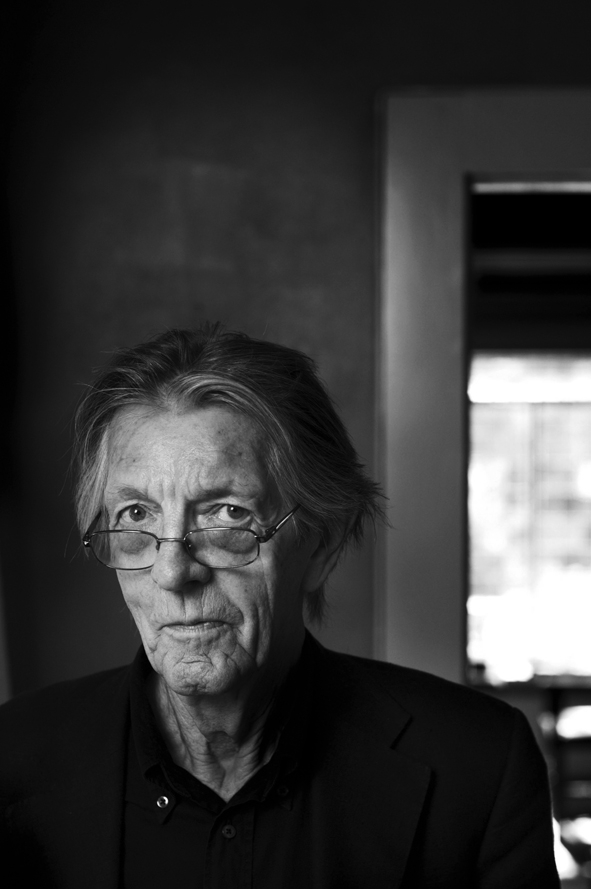
Kjell Askildsen, 2005

Kjell Askildsen (* 30. September 1929 in Mandal, Norwegen; † 23. September 2021 in Oslo) war ein norwegischer Schriftsteller, der oft als „Norwegens Beckett“ bezeichnet oder in die Nähe des US-Autors Raymond Carver gerückt wird. Anfangs Romancier, verlegte sich Askildsen im Laufe der Zeit auf minimalistische Erzählungen, in denen weder nennenswerte Ereignisse noch Entwicklungen stattfinden. Fesselt er dennoch viele Leser, dann durch seine knappe, treffende und hintergründige Sprache. Askildsen schrieb auf Bokmål; sein Werk ist in 32 Sprachen übersetzt. Er erhielt zahlreiche Auszeichnungen, zuletzt (2009) den Svenska Akademiens nordiska pris.

## Leben und Werk
Askildsens erste aufsehenerregende Prosaarbeit war die 1953 veröffentlichte Kurzgeschichtensammlung Heretter følger jeg deg helt hjem (Von nun an begleite ich dich nach Hause), die wegen der Behandlung von Tabuthemen der damaligen Zeit sehr kontrovers aufgenommen wurde. Peter Deisinger: „Die Osloer Presse war begeistert, aber Bibliotheken verweigerten die Aufnahme des Buchs in ihre Bestände. Askildsens Vater, ein Kirchenmann und Regionalpolitiker in Mandal, verbrannte es in aller Öffentlichkeit. Dadurch ließ sich Askildsen jedoch nicht von dem Wunsch abbringen, Schriftsteller zu werden.“ In den folgenden Romanen nahm Askildsen zumeist „die Perspektive eines Ich-Erzählers ein, der in einem existenzialistisch angehauchten Monolog – ganz in der Tradition von Albert Camus’ Der Fremde oder Jean-Paul Sartres Der Ekel – lakonisch seinen Alltag Revue passieren lässt“. Während der 1970er Jahre gab Askildsen ein Intermezzo in der maoistischen Bewegung, das seiner Literatur wenig bekam. Der Kritiker Peter Urban-Halle zeigte sich zwiespältig. Einerseits nannte er die Kargheit der in Alt som før (Ein schöner Ort) vorgelegten Geschichten „auf- und anregend“, zudem erheiternd; andererseits räumte er ein, Askildsens Stil – wenn sie denn einen haben sollten – dürfte nicht nach jedermanns Geschmack sein. „Er schreibt in einer schmucklosen, um nicht zu sagen maulfaulen Sprache, deren einzige Lust darin besteht, noch den letzten überflüssigen Buchstaben auszumerzen ..(..).. Und dann Askildsens Helden! Es sind ziemlich unsympathische Zeitgenossen: alte einsame, sture Männer, die vor sich hingrummeln, vollkommene Misanthropen, schnell beleidigt, nie zufrieden, auch nicht mit sich selbst, also neidisch auf jeden, der nur einen Funken Selbstbewusstsein hat. Sie fühlen sich in ihrer Einsamkeit wohl und doch wieder nicht.“
Askildsens Gesamtwerk, im Herbst 2019 in der Übersetzung von Hinrich Schmidt-Henkel auf Deutsch erschienen, wurde von der Darmstädter Jury zum Buch des Monats Dezember 2019 gewählt. In der Begründung hieß es unter anderem: „Jedes Wort ist hier an seinem Platz, wie die treffliche Übersetzung von Hinrich Schmidt-Henkel zeigt. Adjektive haben Seltenheitswert. So entstanden eisklare Romane von gerade einmal sechzig Seiten Umfang wie etwa die das Spiel der Leidenschaften unter den Bedingungen der Dauersichtbarkeit durchexerzierende Leuchtturm-Erzählung ‚Umgebungen‘. In ihrer Reduktion sind Askildsens Geschichten, die von knorrigen, wortkargen und stoischen Figuren bevölkert werden und oft um die Absurdität von Beziehungen kreisen, von einer gletschertiefen psychologischen Wahrheit. Mit sicheren Handgriffen öffnen sie Vorstellungsräume, in denen sich wohl alle Leser wiederfinden können. Dieses über Jahrzehnte entstandene, leuchtfeuerhelle Werk in seiner knappen, edlen Gänze kennenlernen zu dürfen, ermöglicht diese prächtige Gesamtausgabe.“
Askildsen starb am 23. September 2021, eine Woche vor seinem 92. Geburtstag.

## Werke (Auswahl)
- Heretter følger jeg deg helt hjem (Von nun an begleite ich dich nach Hause), Erzählungen, 1953
- Herr Leonhard Leonhard, Roman, 1955
- Davids bror, Roman, 1957
- Kulisser, Erzählungen, 1966
- Omgivelser, Roman, 1969 (verfilmt 1973 unter dem Titel Maria Marusjka, Regie Oddvar Bull Tuhus), dt. Perspektiven, Witten, Berlin 1974
- Kjære, kjære Oluf, Roman, 1974
- Hverdag, Roman, 1976 (dt. Eine Chance für Johan, Berlin 1980)
- Ingenting for ingenting, Erzählungen, 1982
- Thomas F's siste nedtegnelser til almenheten (F's letzte Nachrichten an die Öffentlichkeit), Erzählungen, 1983
- En plutselig frigjørende tanke, Erzählungen, 1987
- Et stort øde landskap, Erzählungen, 1991 (dt. Eine weite, leere Landschaft, Kiel 1992)
- Hundene i Tessaloniki, Erzählungen, 1996
- Samlede noveller, Erzählungen, 1999
- Alt som før. Noveller i utvalg, Erzählungen, 2005, dt. Ein schöner Ort, deutsch von Hinrich Schmidt-Henkel, München 2009
- Vennskapets pris, Erzählungen, 2015
- Das Gesamtwerk, deutsch von Hinrich Schmidt-Henkel, München 2019, ISBN 978-3-630-87588-0.

## Auszeichnungen
- Mads Wiel Nygaards legat 1969
- Kritikerprisen 1983 (für Thomas F's siste nedtegnelser til allmennheten)
- Riksmålsforbundets litteraturpris 1987
- Aschehougprisen 1991
- Kritikerprisen 1991 (für Et stort øde landskap)
- Doblougprisen 1995
- Brages hederspris 1996
- Oktoberprisen 1997
- Preis der Norwegischen Akademie 2004
- Nordischer Preis der Schwedischen Akademie 2009